# چاتانیکا (آلاسکا)
چاتانیکا (به انگلیسی: Chatanika) یک روستا در ایالات متحده آمریکا است که در فربنکس نورت استار بورو، آلاسکا واقع شده‌است. چاتانیکا ۲۷۳ متر بالاتر از سطح دریا واقع شده‌است.